# Artur Zettersten
Artur Zettersten, född den 1 augusti 1871 i Stockholm, död där den 26 april 1946, var en svensk militär och idrottshistoriker. Han var son till Axel Zettersten. 
Zettersten blev underlöjtnant vid Västernorrlands regemente 1893, löjtnant där 1895 och kapten 1907. Han tjänstgjorde vid generalstabens krigshistoriska avdelning 1896–1903 och 1905–1911 (som tillförordnad krigsarkivarie 1909 och 1911). Zettersten var ledamot av kommunalfullmäktige, kommunalnämnd, taxeringsnämnd och livsmedelsnämnd under olika tider 1913–1921, av stadsstyrelsen 1917–1921, allt i Sollefteå. Han befordrades till major och beviljades avsked från regementet 1921. Zettersten var arbetschef i Sollefteå 1921–1927. Han var ordförande i Ångermanlands skidlöparförbund 1913–1927 och styrelseledamot i Skid- och friluftsfrämjandet 1913–1944 (hedersledamot 1942). Zettersten var den egentlige skaparen av Svenska skidmuseet, för vilket han var intendent 1927–1944. Tillsammans med Karl Bernhard Wiklund hade han största förtjänsten av att svensk skidforskning intog en ledande ställning i världen. Zettersten publicerade sina forskningsresultat i årsboken På skidor samt framför allt i Finds of skis from pre-historic time in Swedish bogs and marshes (tillsammans med andra, 1945). Vidare skrev han bland annat Västernorrlands regemente i Sveriges försvar II (1928), The origins of skiing i Skiing, the international sport (1937) och Katalog över Svenska skidmuseet (1935, tillägg 1942). Zettersten var utländsk medlem av Finska fornminnesföreningen. Han blev riddare av Svärdsorden 1914 och av Vasaorden 1934. Zettersten vilar på Norra begravningsplatsen utanför Stockholm.